# 181518 Ursulakleguin
181518 Ursulakleguin este o planetă minoră (asteroid) din centura de asteroizi. A fost descoperită pe 17 octombrie 2006 la Mount Lemmon⁠(d) de Mount Lemmon Survey⁠(d). 
Obiectul prezintă o orbită caracterizată de o semiaxă mare de 3,066121316606 UAi, o excentricitate de 0,23873714837024, o înclinație de 5,9774169404104 ° în raport cu ecliptica.